# Římskokatolická farnost Hamr
Římskokatolická farnost Hamr je zaniklým územním společenstvím římských katolíků v rámci táborského vikariátu Českobudějovické diecéze.

## O farnosti

### Historie
Kolem původně osamoceného hamru na ostrově postupně vznikla osada, ve které byl v roce 1581 vystavěn renesanční kostelík. Při něm byla roku 1724 zřízena samostatná farnost. Před svým zrušením ke dni 31. 12. 2019 byla farnost administrovaná excurrendo z Veselí nad Lužnicí, jejími posledními správci byli Mons. ThDr. Vlastimil Kročil Ph.D. (2007–2016) a R.D. ICLic. Stanislav Brožka (2016–2019).

### Současnost
Bývalá farnost Hamr byla začleněna do římskokatolické farnosti Veselí nad Lužnicí.
| Kostel                                               | Místo | Bohoslužba             | Bohoslužba             | Poznámka                      |
| ---------------------------------------------------- | ----- | ---------------------- | ---------------------- | ----------------------------- |
| Kostel Nejsvětější Trojice                           | Hamr  | neděle                 | 08.00                  | filiální, bývalý farní kostel |
| Kaple                                                | Val   | neslouží se pravidelně | neslouží se pravidelně | obecní kaple                  |
| Kaple Nejsvětější Trojice a svatého Jana Nepomuckého | Vlkov | neslouží se pravidelně | neslouží se pravidelně | obecní kaple                  |